# Кескин, Эрол
Эрол Кескин (тур. Erol Keskin; 2 марта 1927, Стамбул — 1 октября 2016, Стамбул) — турецкий футболист, игравший на позиции нападающего.

## Клубная карьера
Воспитанник стамбульского клуба «Фенербахче», в 1945 году он вошёл в его основной состав. С «Фенербахче» он дважды выигрывал Стамбульскую футбольную лигу (в 1947 и 1948 годах) и дважды побеждал в национальном чемпионате (в 1946 и 1950 годах). Нападающий провёл за стамбульцев 213 матчей, забил 51 гол. В 1951 году он перешёл в клуб «Адалет», за который играл до 1958 года, когда и завершил свою спортивную карьеру.

## Карьера в сборной
23 апреля 1948 года дебютировал за сборную Турции в гостевом товарищеском матче против Греции. Он участвовал в играх Турции на футбольном турнире летних Олимпийских игр 1948 года в Лондоне.
20 ноября 1949 года забил свой первый гол за национальную команду, отметившись в домашнем поединке против сборной Сирии, проходившем в рамках отборочного турнира чемпионата мира 1950 года. Нападающий сыграл во всех трёх матчах Турции на чемпионате мира 1954 года в Швейцарии: дважды против ФРГ и один с Южной Кореей. В игре с корейцами забил гол.